# Zespół klasztorny karmelitów bosych w Nowym Wiśniczu

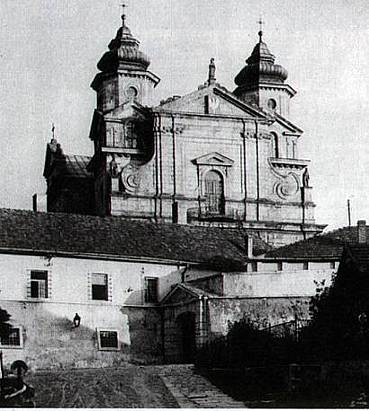
Kościół karmelitów przed 1940

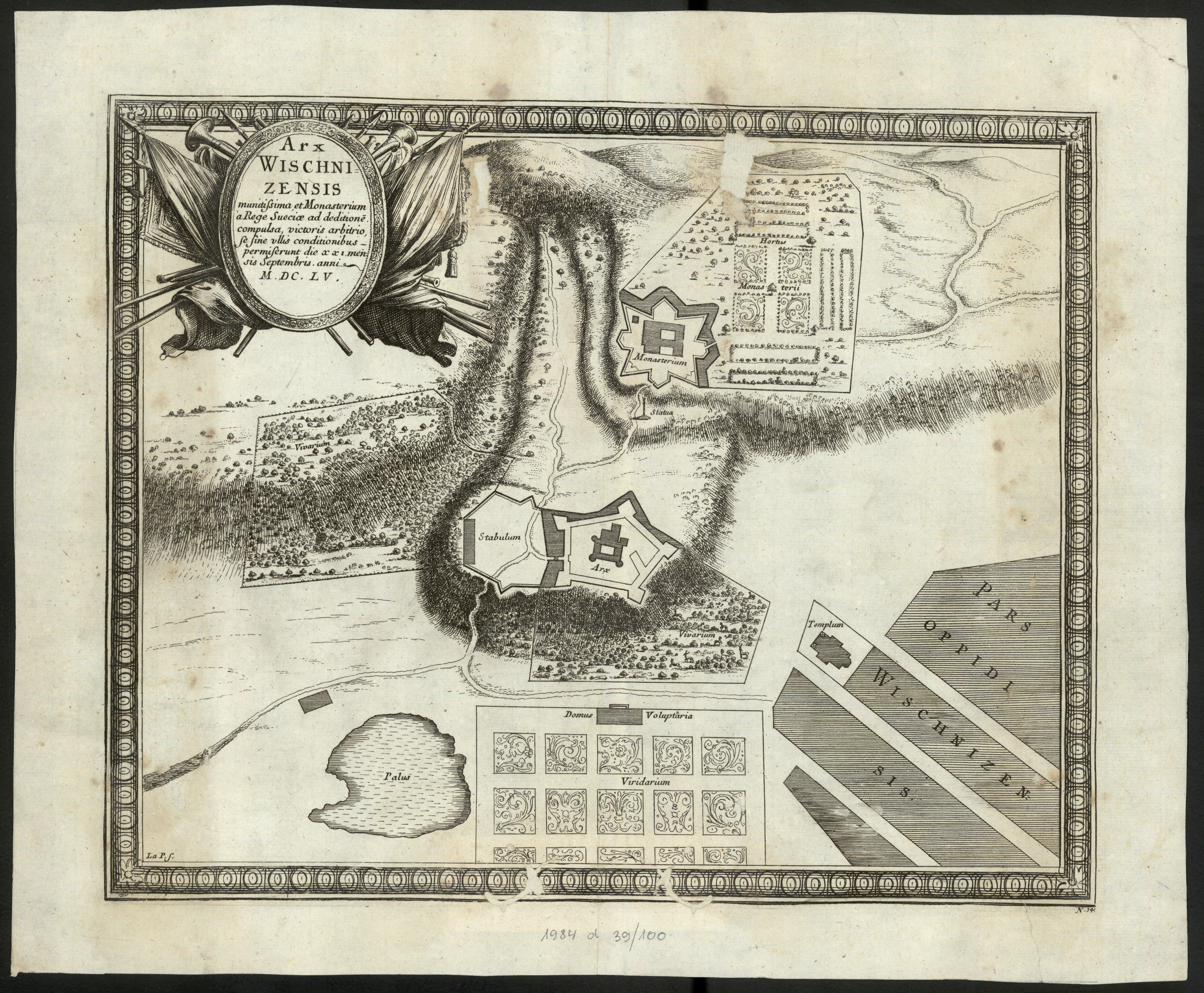
Plan Wiśnicza z czasów potopu szwedzkiego: zamek u dołu, klasztor z ogrodami powyżej

Zespół klasztorny karmelitów bosych w Nowym Wiśniczu – zespół budowli, pierwotnie barokowych, fundacji Stanisława Lubomirskiego, zbudowany w l. 1622-1634 wg projektu Macieja Trapoli. Pierwotnie składał się z budynków klasztoru i kościoła klasztornego, otoczonych obwarowaniami typu nowowłoskiego z wczesnobarokową bramą. W klasztorze od końca XVIII w. mieści się więzienie, kościół został zburzony i rozebrany w latach 1940-1942 przez Niemców.

## Położenie
Zespół znajduje się w mieście Nowy Wiśnicz w powiecie bocheńskim, w woj. małopolskim. Zabudowania zespołu klasztornego powstały na wzgórzu położonym ok. 700 m na południowy-wschód od centrum zabudowy miasta Nowy Wiśnicz i na południe od wzgórza, na którym wznosi się zamek w Wiśniczu. Usytuowano je na wysokości ok. 330 m n.p.m., ok. 40 m wyżej od zamku.

## Historia
Klasztor ufundował Stanisław Lubomirski, późniejszy wojewoda krakowski, jako wotum dziękczynne za wygraną z Turkami bitwę pod Chocimiem w 1621 r. Budowę rozpoczęto w 1622 r. Prace prowadził nadworny, włoski architekt Lubomirskiego – Maciej Trapola, a do prac budowlanych wykorzystano między innymi jeńców tatarskich. Pierwsi mnisi zamieszkali w zabudowaniach klasztornych w 1630 r. W roku 1635 konsekrowano klasztorny kościół pod wezwaniem Św. Józefa i Zaślubin NMP. Cały kompleks, otoczony bastionowymi fortyfikacjami, ukończono w 1639 r.
Podczas potopu szwedzkiego klasztor, praktycznie niebroniony, został w 1655 roku zajęty przez najeźdźców bez walki (wkrótce potem Szwedzi zajęli również zamek). Wcześniej zakonnicy uciekli na Węgry, a w klasztorze pozostał tylko 1 lub 2 mnichów. W następnym roku Szwedzi opuścili klasztor, rabując bibliotekę i podpalając dach, jednak pozostawili w spokoju skarbiec i kościół, które wcześniej sami zamknęli w obawie przed zrabowaniem. Rok później do klasztoru powrócili mnisi i rozpoczęli jego remont.
W roku 1783 klasztor został zlikwidowany przez Austriaków na mocy wydanej rok wcześniej tzw. kasaty józefińskiej, która znosiła prawie wszystkie zakony niezajmujące się szkolnictwem, nauką lub opieką nad chorymi. Mnisi przenieśli się do Lwowa, cenne wyposażenie klasztoru wywieziono do Wiednia, a klasztorne dobra zostały skonfiskowane i rozsprzedane. W budynkach klasztoru władze utworzyły sąd i więzienie kryminalne, zaś kościół klasztorny zamieniono na więzienną kaplicę. W 1786 r. Ewaryst Andrzej, hr. Kuropatnicki z żalem notował w swym "Opisaniu królestw Galicyi i Lodomeryi": ...tu był bardzo bogaty klasztor XX. Karmelitów bosych, kościół przy nim sławny z grobów książęcych, trumnami srebrnemi, cynowemi, mauzoleami marmurowemi, ozdobnemi, w których grobach z nadanych funduszów nabożeństwo się odprawiało. Kościół wierzchni w marmury i przedziwnie drogie obrazy, które ztąd do wiedeńskich galeryi zawieziono, był ozdobny klasztor na kształt fortecy, murem, fosami, z kanałami zarybionemi na posty Karmelitów był obwiedziony; po zniesieniu zakonników, to miejsce na więzienie kryminalistów obrócone.
W 1939 roku Niemcy utworzyli na terenie więzienia tymczasowy obóz koncentracyjny. Przetrzymywanych w nim więźniów w połowie 1940 r. przeniesiono do obozu Auschwitz. W tym samym 1940 r. niemieccy żołnierze wynieśli wyposażenie kościoła na dziedziniec i spalili - ślady po tym wydarzeniu widać do dzisiaj na osmalonych murach frontu świątyni. Następnie Niemcy rozebrali kościół do dolnego poziomu budowli. Część materiałów została użyta do przebudowy w Krzeszowicach pałacu Potockich dla gubernatora Hansa Franka.
Od zakończenia II wojny światowej do dzisiaj dawny klasztor ponownie służy jako więzienie. Okazyjnie można zwiedzić tylko ruiny klasztornego kościoła – zwykle zdarza się to w trakcie Weekendu z Zabytkami Powiatu Bocheńskiego, organizowanego co roku w pierwszą sobotę i niedzielę września, po rozpoczęciu roku szkolnego. Obecnie prowadzone są prace renowacji murów obronnych klasztoru, przeprowadzono też część prac renowacyjnych ruin kościoła. Plany odbudowy świątyni wydają się jednak nierealne, gdyż wymagałoby to ogromnych środków finansowych.